# Grafschaft Bentheim

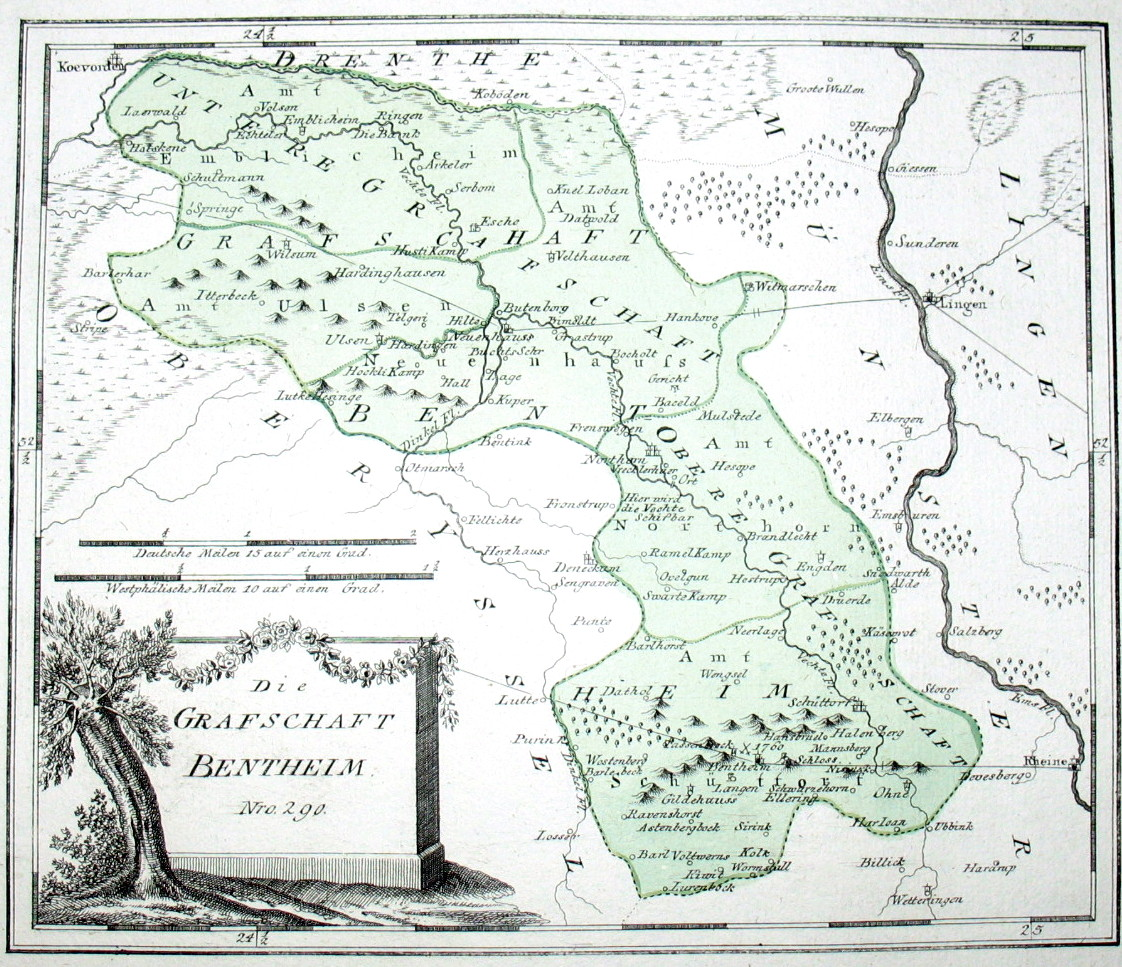
Die Grafschaft Bentheim um 1794/95 von Franz Johann Joseph von Reilly

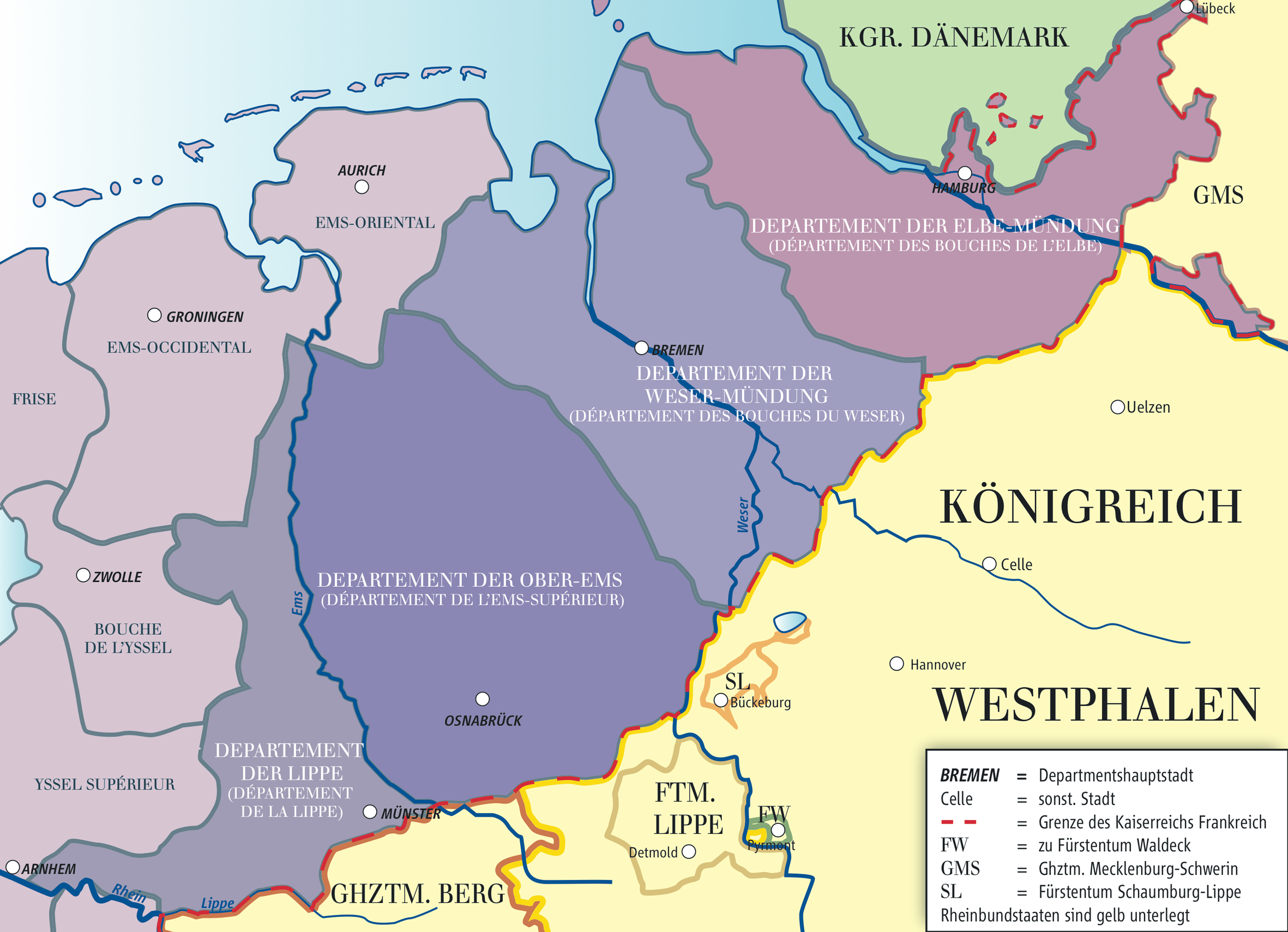
Landkarte der Hanseatischen Departements mit dem Departement Lippe 1812

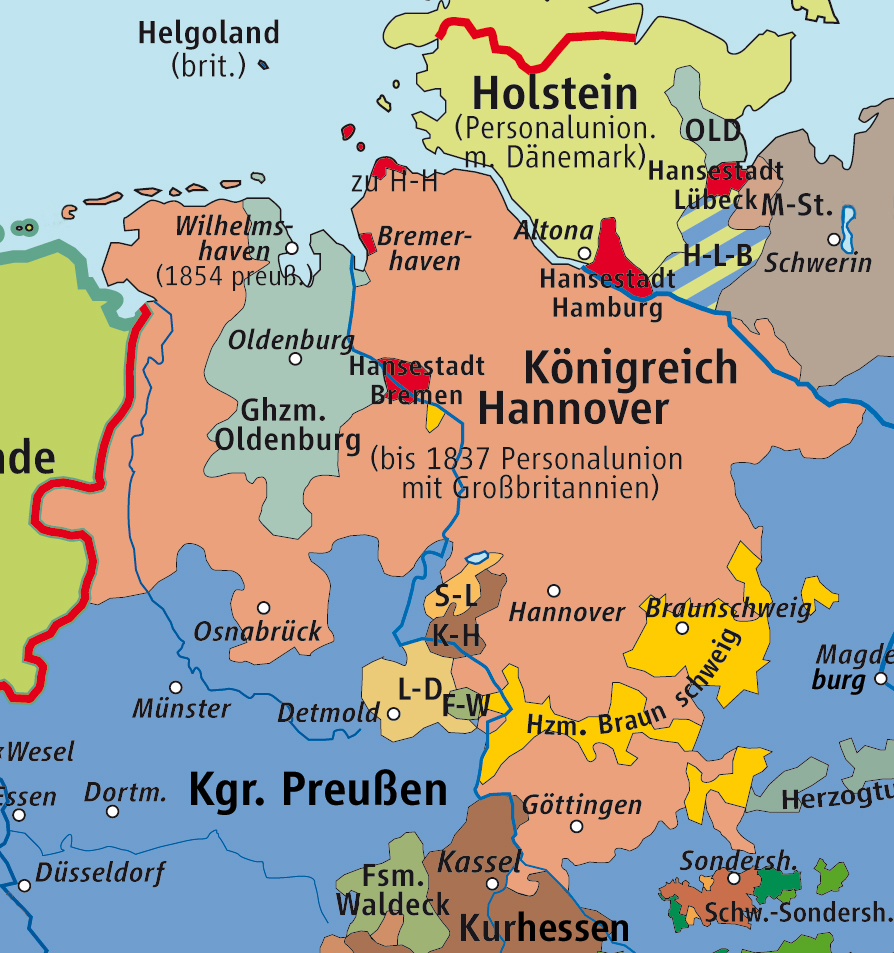
Karte des Königreichs Hannover 1815–1866

Die Grafschaft Bentheim ist eine historische Grafschaft, deren Hauptsitz auf der Burg Bentheim im heutigen Bad Bentheim in Niedersachsen lag. Das regierende gräfliche, später fürstliche Haus Bentheim gehörte dem Hochadel an.

## Geschichte
Die Geschichte der Region der späteren Grafschaft Bentheim lässt sich bis in das Jahr 1050 zurückverfolgen: Damals wurden Ortsnamen des Bentheimer Landes erstmals urkundlich erwähnt. Die Burg Bentheim wurde bereits um 1020 als Eigentum des Grafen Otto von Northeim erwähnt. Schüttorf ist die älteste Stadt der Grafschaft Bentheim. Der Ort wurde 1154 das erste Mal urkundlich genannt unter der Bezeichnung curtis Scutthorp als Besitz der damaligen Grafen, die auch Bentheim besaßen. Die Stadtrechte wurden Schüttorf am 6. November 1295 von Graf Egbert zu Bentheim verliehen. Im Umkreis von 30 km um Schüttorf gab es nur zwei weitere Städte: Horstmar und Oldenzaal, was die junge Stadt zu einem bedeutenden Markt- und Umschlagplatz und bald zum Mitglied der Hanse machte. Die Grafschaft Bentheim als solche wurde erstmals 1228 genannt, davor ist nicht mit Gewissheit zu sagen, ob diese schon den Status einer Grafschaft hatte oder nur ein „Herrschaftsgebilde“ war, bestehend aus mehreren Herrschaften.
Im 14. Jahrhundert waren die Grafen Otto, Christian und Bernhard von Bentheim zeitweise Dompröpste des Domkapitels Münster. 1421 erbte Eberwin I. von Götterswyk (Götterswickerhamm) die Grafschaft Bentheim und wurde 1425 auch Herr von Ottenstein, 1451 Herr von Steinfurt. Schon unter seiner Nachkommenschaft teilten sich die Herren zu Bentheim in die Linie Bentheim-Steinfurt und Bentheim. Nachdem durch Erbschaft weitere Herrschaften hinzugekommen waren (Gemen, Tecklenburg), fanden später noch weitere Erbteilungen in die Linien Bentheim-Tecklenburg, Bentheim-Limburg und Bentheim-Alpen statt. Die Grafschaft Bentheim gehörte als unmittelbare Reichsgrafschaft zum Niederrheinisch-Westfälischen Reichskreis des Heiligen Römischen Reiches Deutscher Nation (1500–1806).
Im 17. Jahrhundert begann mit dem Anlegen der Siedlung Piccardie (heute Alte Piccardie, Gemeinde Osterwald) durch Johan Picardt die Moorkolonisation in der Grafschaft Bentheim.
Im Laufe der jüngeren Geschichte hat sich die Zugehörigkeit der Grafschaft Bentheim oft verändert. Zunächst wurde die freie Reichsgrafschaft 1753 unter Graf Friedrich Karl an den König von Großbritannien und Kurfürsten von Braunschweig und Lüneburg auf dreißig Jahre verpfändet. 1757, während des Siebenjährigen Krieges zwischen England und Frankreich, besetzte Graf Friedrich Karl sein ehemaliges Territorium mit seinem französischen Regiment und ließ sich wieder in den Besitz der Grafschaft setzen. Bereits 1758 jedoch besetzten hannoversche Truppen Bentheim und zwangen die Besatzer zum Abzug. Am 4. Dezember 1781 kündigte Friedrich Karl den Pfandschaftsvertrag, schaffte es jedoch nicht, die erforderliche Summe zu beschaffen. Die Regierung in Hannover erklärte daraufhin, dass der Vertrag sich am 1. Januar 1783 automatisch um weitere dreißig Jahre verlängere.
In der Franzosenzeit wurde die Grafschaft 1804 zunächst Graf Ludwig Wilhelm von Bentheim-Steinfurt als Erbe Friedrich Karls übergeben. 1806 beraubte Napoleon Bonaparte durch die Rheinbundakte die Grafen aller Rechte; Bentheim gehörte bis 1811 zum Département Ems des Großherzogtums Berg im von ihm begründeten Rheinbund. Mit der Annexion des Königreichs Holland durch Frankreich 1810 änderte sich die Zugehörigkeit abermals: Mit Wirkung vom 1. Januar 1811 gehörte die Grafschaft übergangsweise zu einem Teil (Distrikt Neuenhaus) zum Departement Ems-Occidental und zum anderen Teil (Bentheim als Teil des Distrikts Steinfurt) zum Departement Bouches-de-l’Yssel. Ab dem 27. April 1811 war die Grafschaft Teil des neuen Departments Lippe, das nach den weiteren französischen Annexionen als Teil der Hanseatischen Departements gebildet wurde.
Nach der Niederlage Napoleons fiel die Grafschaft Bentheim dann im Rahmen des Wiener Kongresses 1815 dem Königreich Hannover zu. Im Rahmen dessen wurde die Grafschaft bei der Gaußschen Landesaufnahme kartografiert und das zu dieser Zeit in der Grafschaft noch verwendete holländische Geld durch die gemeinsame hannoversche Währung ersetzt. Mit Verlust der Unabhängigkeit des Königreichs Hannover kam auch die Grafschaft Bentheim 1866 nach dem Deutschen Krieg unter die Herrschaft des Königreichs Preußen. Von 1866 bis zur Reichsgründung 1871 war die Grafschaft Bentheim nunmehr Teil der Provinz Hannover des Königreichs Preußen im Norddeutschen Bund, ab 1871 im Deutschen Kaiserreich. Verwaltungsorganisatorisch gehörte die Grafschaft Bentheim zum Steuerkreis Lingen in der Landdrostei Osnabrück und war in die beiden Ämter Neuenhaus und Bentheim gegliedert, die beide Standort eines Amtsgerichts waren (Neuenhaus seit 1860, Bentheim seit 1857).
Mit der preußischen Kreisreform 1885 wurde der neue Landkreis Grafschaft Bentheim im Regierungsbezirk Osnabrück gegründet, der aus den beiden vorherigen Ämtern Bentheim und Neuenhaus hervorgegangen war.
Während des 19. Jahrhunderts wanderten auch zahlreiche Grafschafter in die Vereinigten Staaten aus und ließen sich beispielsweise in der Region um Holland (Michigan) nieder.
Postgeschichtlich bestehen aufgrund der Beziehungen zur Herrschaft Steinfurt enge Verbindungen der Grafschaft Bentheim mit der Postgeschichte von Steinfurt.

### Anton Friedrich Büschings Beschreibung der Grafschaft Bentheim (1771)
Der königlich preußische Oberkonsistorialrat und Direktor des Berliner Gymnasiums Anton Friedrich Büsching (1724–1793) behandelte in seiner Neuen Erdbeschreibung „das Königreich Böhmen sowie den österreichischen, burgundischen, westphälischen, chur-rheinischen (Kurrheinischer Reichskreis) und oberrheinischen Kreis“.
Der westfälischen Grafschaft Bentheim widmete der Theologe und Geograf ein kurzes Kapitel. Büsching erwähnt dort die Lage der Grafschaft – umgeben „von der niederländischen Provinz Ober-Yssel (Overijssel) und der Landschaft Drenthe, und von dem Hochstift Münster“, ihre Ausdehnung: „10 Meilen lang und 2,3 bis 4 Meilen breit“, das von Flüssen durchzogene, fruchtbare Land, seine arbeitsamen Einwohner, deren Handel mit Garn, Wolle, Leinewand, Honig, Vieh, Steinen, Holz und anderen Gütern, die zum größten Teil nach Holland ausgeführt wurden.
Büsching zählte fünf Ämter auf: Schüttorf, Northorn (Nordhorn), Emblicheim (Emlichheim), Nienhus oder Neuenhaus und Ulsen (Uelsen). Außerdem führt er die drei Städte der oberen und unteren Grafschaft an: Schüttorf, Northorn, Nienhus sowie den Flecken Bentheim. Erwähnung finden weiter alle damaligen Kirchspiele und Dörfer, die „Herrlichkeit Emblicheim“, adlige Besitzungen, das Kloster Frenswegen und das adlige freiweltliche Frauenstift Wietmarschen, das zuvor eine „Benediktiner-Manns-Abtey“, dann ein Benediktinerinnen-Kloster war. Büsching notiert auch, wer Sitz und Stimme in den Landtagen hatte. Weiter geht der Theologe kurz auf die religiösen Gegebenheiten in der Grafschaft ein. Die Geschichte der Grafen von Bentheim erfährt eine etwas ausführlichere Darstellung.

## Burg Bentheim
Die Burg Bentheim ist eine frühmittelalterliche Höhenburg. Die Anfänge der Festung, welche auf den Resten einer germanischen Volksburg errichtet wurde, lassen sich historisch nicht genau belegen; erstmals urkundlich wurde die mächtige Burganlage der Grafen von Bentheim um 1050 im zweiten Werdener Heberegister erwähnt. Die Burg steht auf einem großen Felsen aus Bentheimer Sandstein hoch über der Stadt; dieser auch Bentheimer Höhenrücken genannte Berg ist der letzte Ausläufer des Teutoburger Waldes.

Impressionen der Burg Bentheim
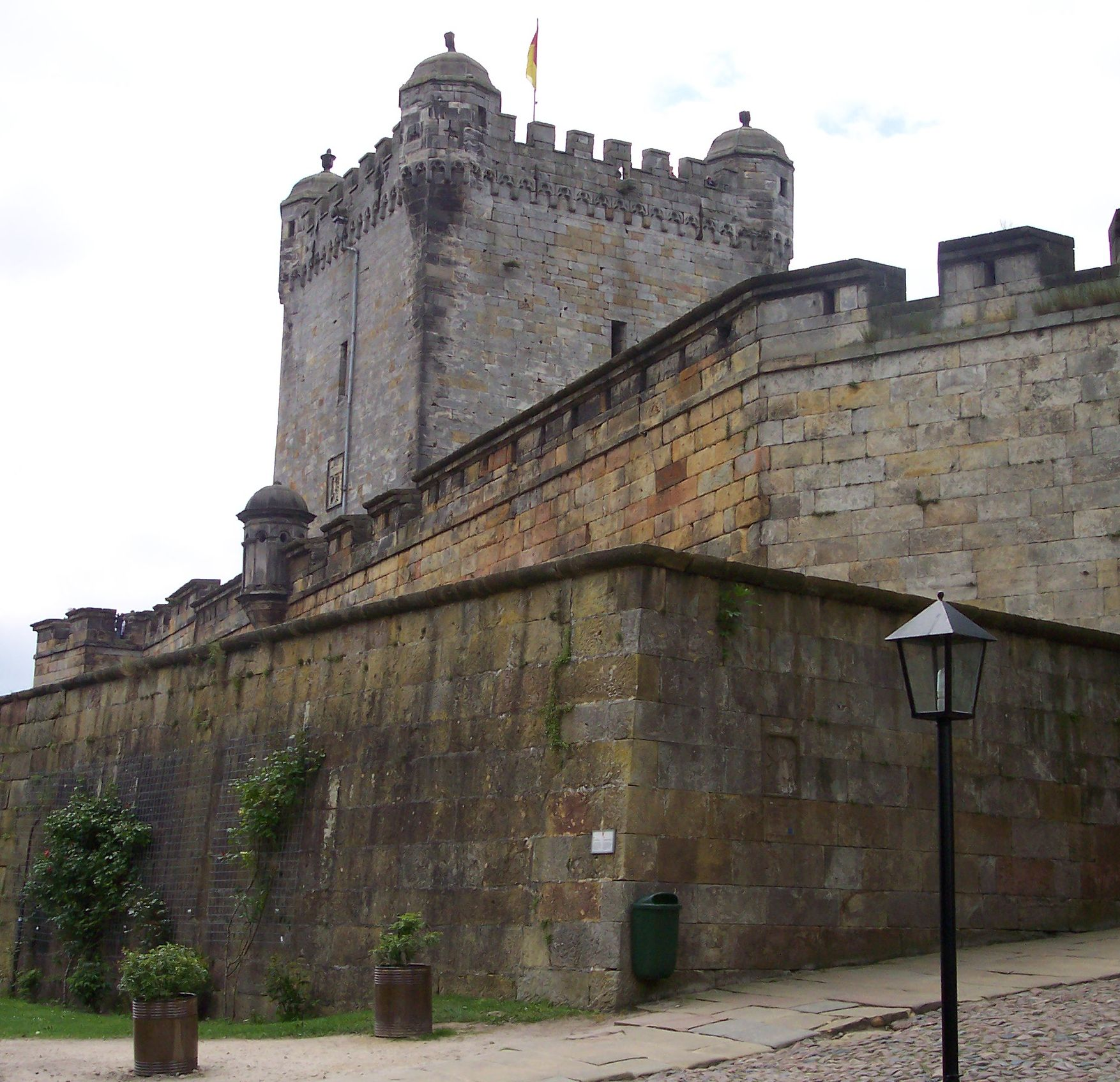
Pulverturm
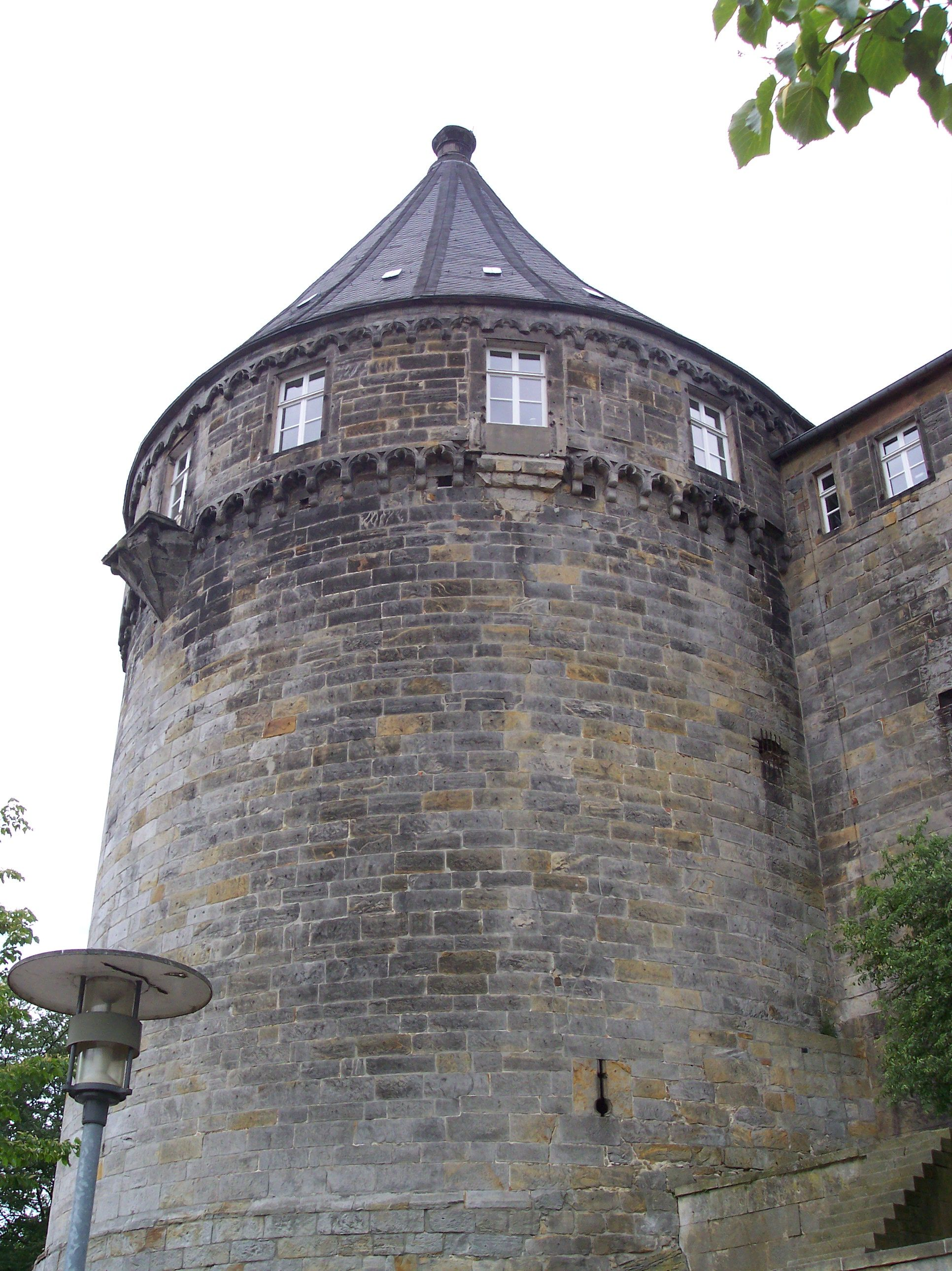
Batterieturm
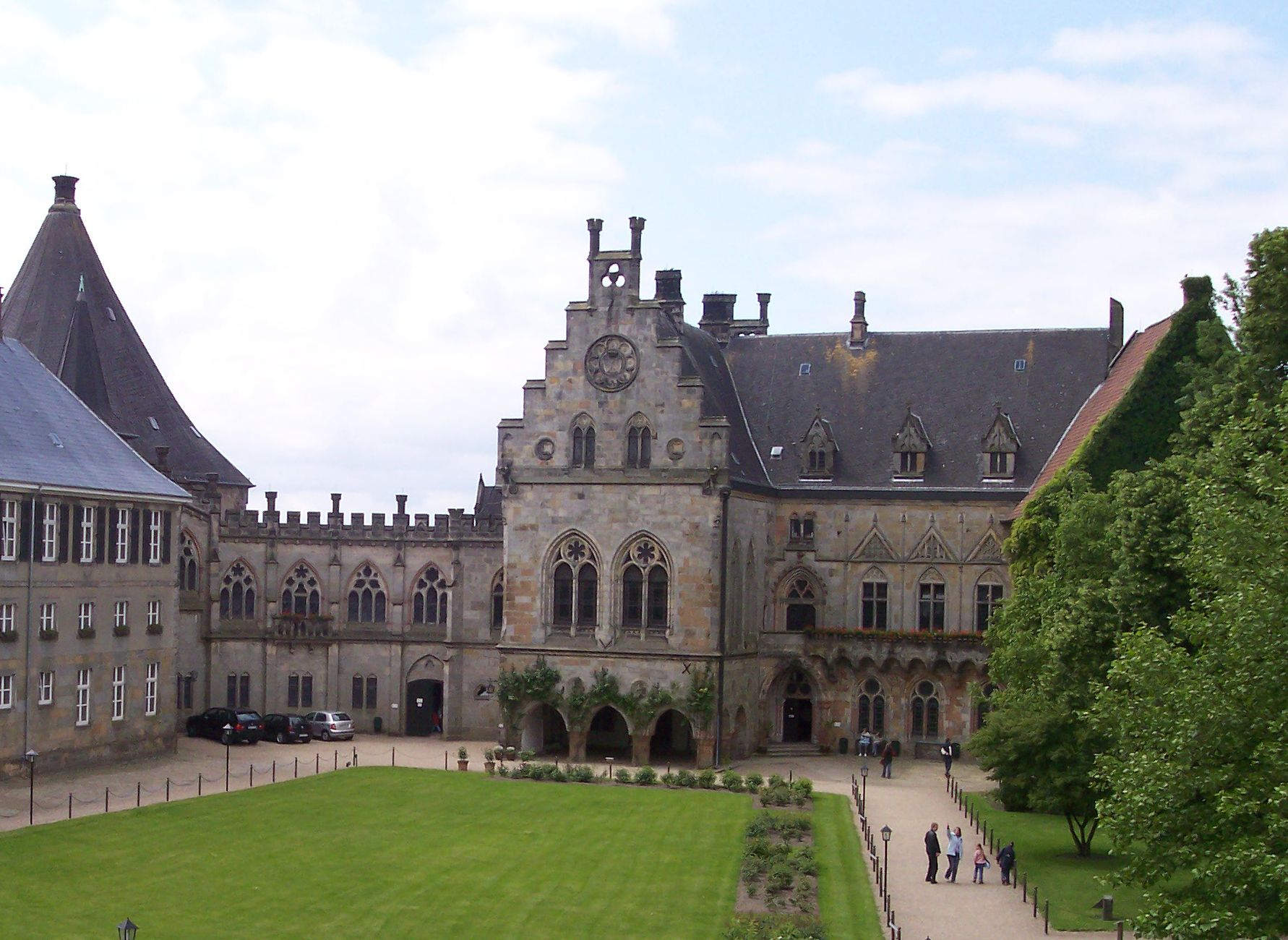
Innenhof mit Blick auf die Kronenburg, links die Galerie und daneben das Dach des Batterieturms
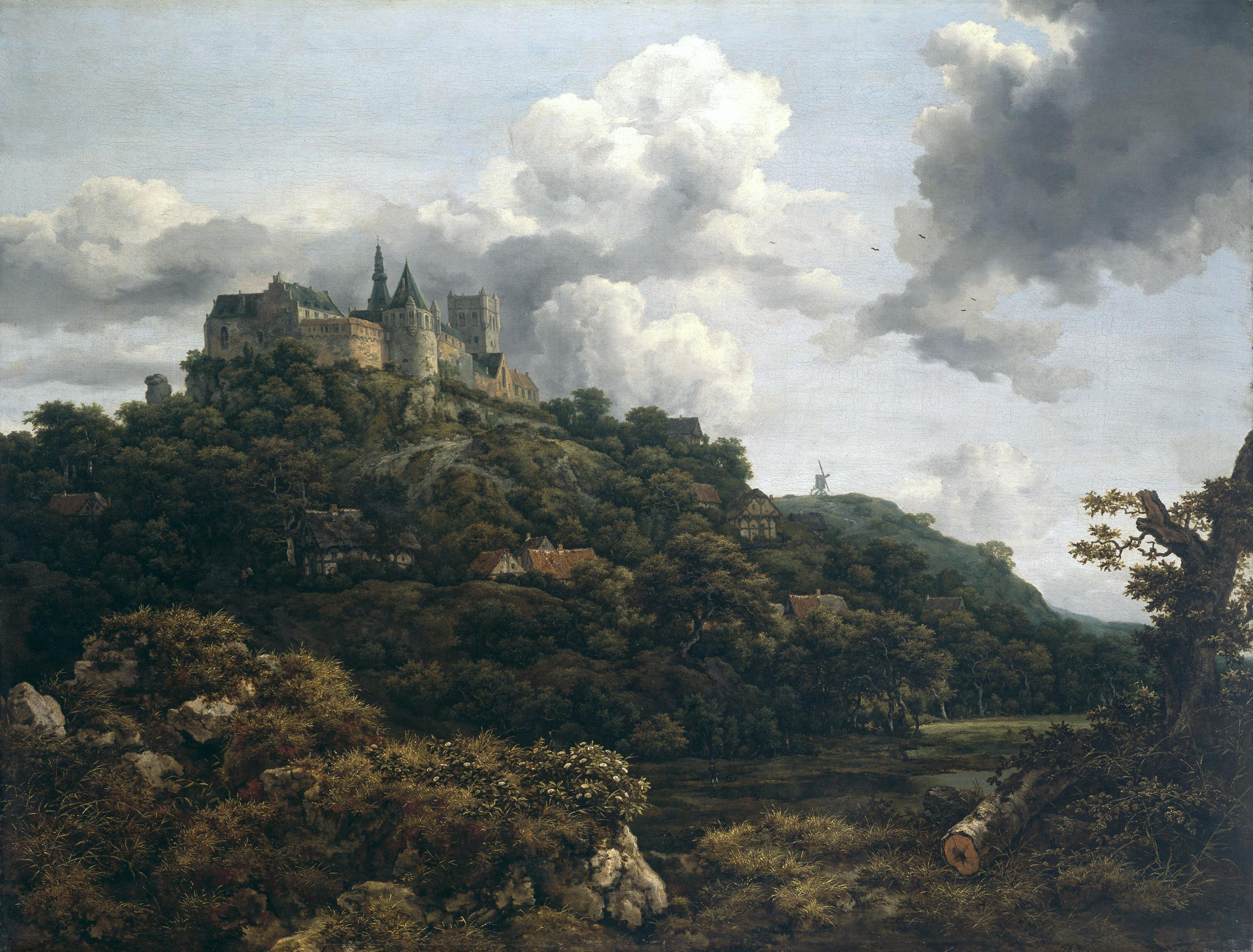
Die Burg gemalt von Jacob van Ruisdael (1653)

## Herren und Grafen von Bentheim

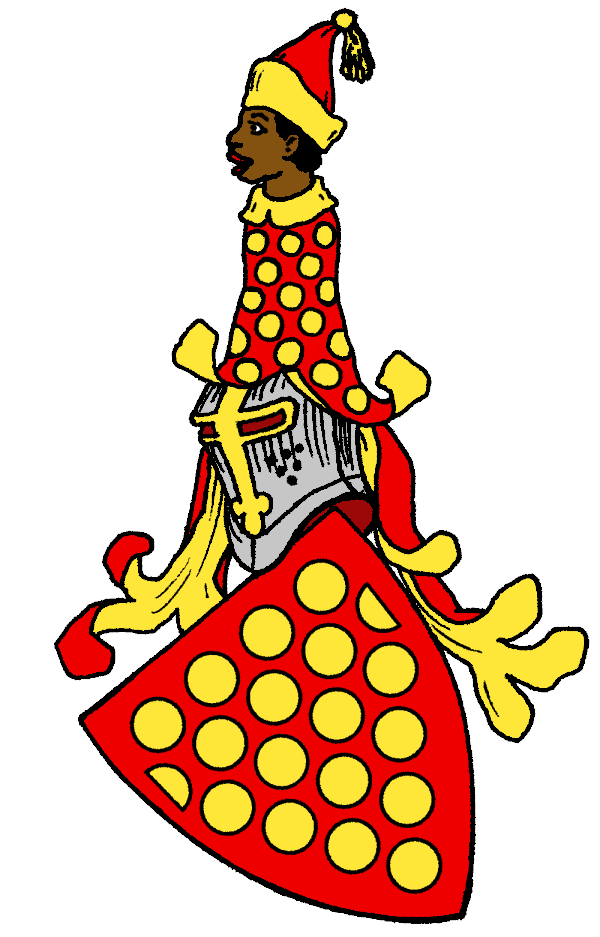
Stammwappen der Grafen zu Bentheim

- Otto (1080–1150), Pfalzgraf bei Rhein, Herr von Bentheim, Graf von Rheineck (Wigeriche)
- Sophie von Rheineck, Erbin der Herrschaft Bentheim, dessen Tochter; ⚭ Dietrich VI. (ca. 1110–1157), Graf von Holland

### Gerulfinger
- Otto I., deren Sohn, Herr von Bentheim, 1166/1208 bezeugt
- Balduin I., dessen Sohn, kam 1209 in den Besitz der Herrschaft Bentheim und trug spätestens seit 1228 den Titel Graf von Bentheim[13]
- Otto II., dessen Sohn, 1248 Graf von Bentheim, 1264 Graf von Tecklenburg
- Egbert I. († vor 1311), dessen (jüngerer) Sohn, Graf von Bentheim
- Johann († vor 1333), dessen Sohn, 1305 Graf von Bentheim
- Simon I. († 1344), dessen Sohn, 1333 Graf von Bentheim
- Otto III. († nach 1379), dessen Bruder, 1344 Graf von Bentheim, verzichtet um 1364
- Bernhard († 1421), dessen Bruder, 1364 Graf von Bentheim
  - Hedwig, 1347/71 bezeugt, dessen Schwester; ⚭ Eberwin (Everwin) V. von Götterswyk (aus Götterswickerhamm) († 1378)
    - Arnold I. von Bentheim (des Stammes Götterswick, † 1403), ⚭ Mechtild von Reifferscheidt († 1426)

### Herren und Grafen zu Bentheim (des Stammes Götterswyk)
- 1421–1454: Eberwin I. Graf von Bentheim, Herr zu Steinfurt, Sohn Arnolds I.; ⚭ 1) Mathilde von Steinfurt, 1421 Erbin der Herrschaft Steinfurt; ⚭ 2) Gisberta von Bronkhorst-Borkulo

Erbteilung an seine Söhne (zweiter Ehe) Bernhard (Bentheim) und Arnold (Steinfurt), da aus erster Ehe nur eine Tochter stammte (Liutgard von Bentheim, † 1445, ⚭ Willem von Polanen, Herr von Berg).

### Bentheim-Bentheim
- 1454–1473: Bernhard von Bentheim
- 1473–1530: Eberwin von Bentheim

Seine Tochter erbt Bentheim und heiratet Arnold III. von Bentheim-Steinfurt.

### Bentheim-Steinfurt (bis 1606)

Gräfliches/Fürstliches Wappen zu Bentheim nach 1589

- 1454–1466: Arnold II. von Bentheim-Steinfurt
- 1466–1498: (Graf) Eberwin II. von Bentheim-Steinfurt, Steinfurt wird 1495 Grafschaft
- 1498–1544: Graf Arnold III. zu Bentheim und Steinfurt (in der Grafschaft Bentheim benannt als Arnold I.), heiratet Marie Gräfin von Bentheim-Bentheim und vereinigt so die Grafschaften wieder
- 1544–1562: Graf Eberwin III. zu Bentheim und Steinfurt (1536–1562), heiratet Anna, Erbtochter der Grafschaft Tecklenburg
- 1562–1606: Graf Arnold IV. zu Bentheim und Steinfurt (1554–1606) (in der Grafschaft Bentheim benannt als Arnold II.), erbt Tecklenburg und Rheda, heiratet Magdalena von Neuenahr-Alpen, Erbin von Limburg, Alpen, Linnep, Wevelinghoven und Helpenstein sowie der Kölner Erbvogtei.

Nach dem Tod von Graf Arnold 1606 wurde der Besitz nach seinem Testament von 1590 unter seinen Söhnen aufgeteilt. Der erstgeborene Adolf von Bentheim, der 1623 verstarb, erhielt die Reichsgrafschaft Tecklenburg sowie die Herrschaft Rheda, während seine nachgeborenen Brüder Arnold Jobst und Wilhelm Heinrich die Regentschaft in den Reichsgrafschaften Bentheim und Steinfurt und in Wevelinghoven antraten. Die jüngeren Söhne von Graf Arnold wurden aus der 1592 an Bentheim gefallenen Erbmasse der Mutter Magdalena von Neuenahr-Alpen abgefunden. Graf Konrad Gumprecht erhielt die Grafschaft Limburg und Friedrich Ludolf die Herrschaft Alpen. Die Linien Limburg und Alpen starben schnell wieder aus und fielen an Steinfurt zurück.

## Häuser Bentheim und Steinfurt (bis 1918)

### Bentheim und Steinfurt (1606–1693)

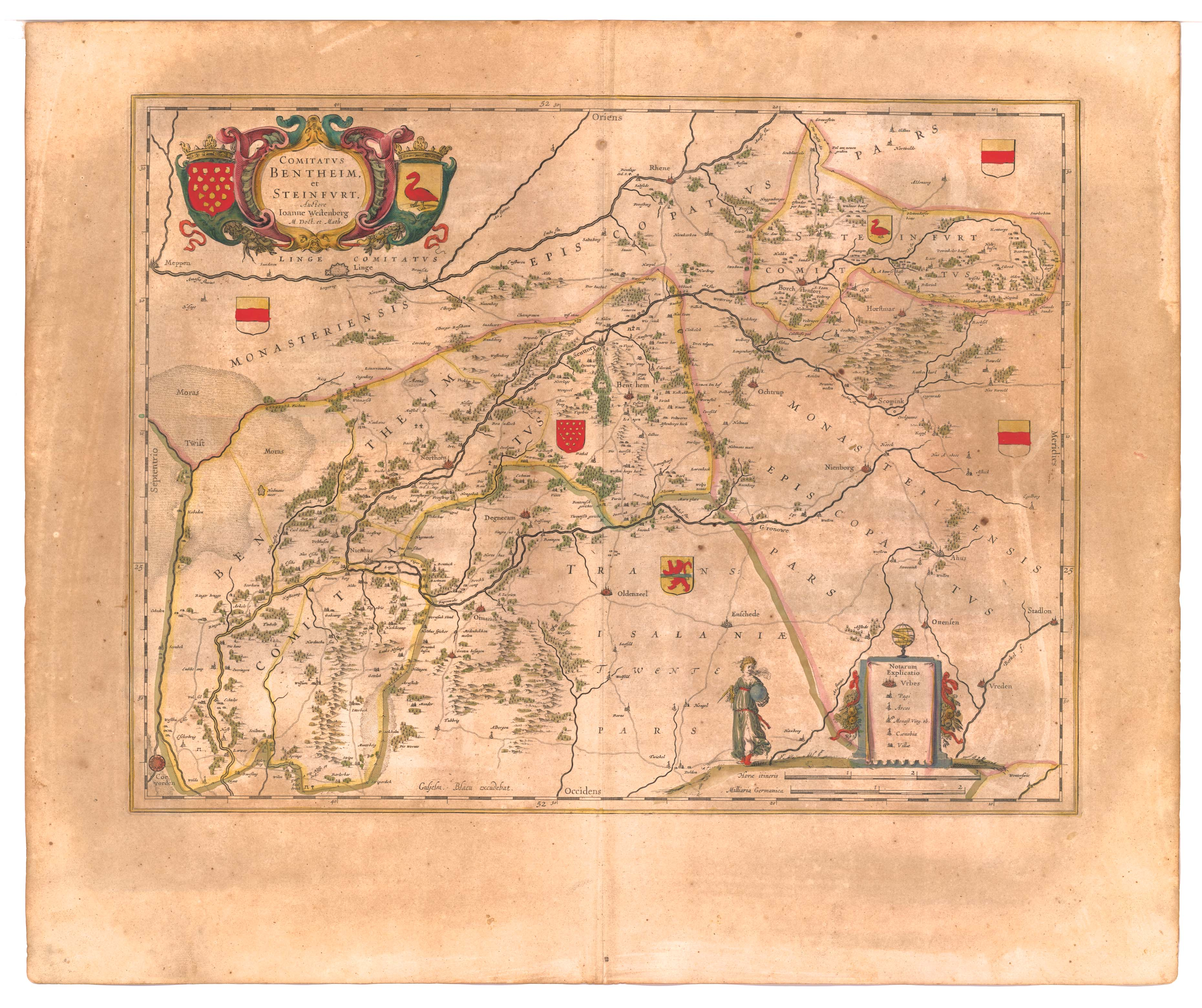
Territorien der Grafschaften Bentheim und Steinfurt (Blaeu 1645)

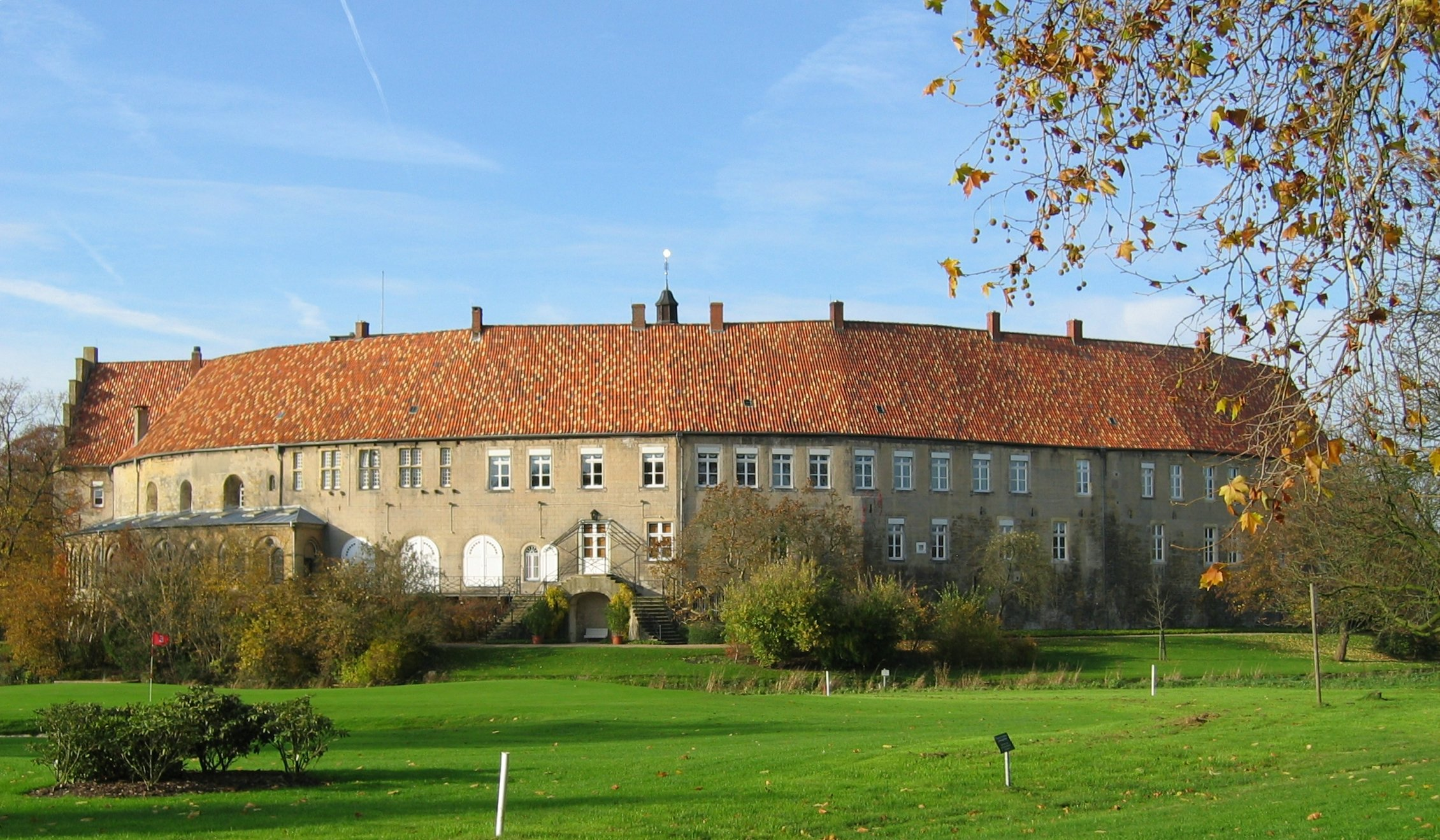
Schloss Burgsteinfurt

Burg Altena (Schüttorf)

- 1606–1643: Graf Arnold Jobst zu Bentheim und Steinfurt (1580–1643)
- 1643–1693: Graf Ernst Wilhelm zu Bentheim und Steinfurt (1623–1693)

Erbteilung an seinen Sohn Ernst (Steinfurt) und seinen Neffen Arnold Moritz Wilhelm (Bentheim, s. u.)

### Bentheim-Bentheim (1693–1819)
- 1693–1701: Graf Arnold Moritz Wilhelm von Bentheim-Bentheim (1663–1701)
- 1701–1731: Graf Hermann Friedrich von Bentheim-Bentheim (1693–1731)
- 1731–1753: Graf Friedrich Karl von Bentheim-Bentheim (1725–1803), verpfändet Bentheim 1753 an Hannover

1819 fällt Bentheim von Hannover an die Linie Bentheim-Steinfurt.

### Bentheim-Steinfurt (1693–1819)
- 1693–1713: Graf Ernst von Bentheim-Steinfurt (1661–1713)
- 1713–1733: Graf Karl Friedrich von Bentheim-Steinfurt (1703–1733)
- 1733–1780: Graf Karl Paul Ernst von Bentheim-Steinfurt (1729–1780)
- 1780–1817: Graf Ludwig Wilhelm von Bentheim-Steinfurt (1756–1817), wird am 17. Januar 1817 zum Fürsten ernannt
- 1817–1819: Fürst Alexius zu Bentheim-Steinfurt (1781–1866), erhält 1819 das vorübergehend hannoversche Bentheim zugesprochen, seitdem wieder Haus zu Bentheim und Steinfurt

### Bentheim und Steinfurt (1819–1918)
- 1819–1866: Fürst Alexius zu Bentheim und Steinfurt (1781–1866)
- 1866–1890: Fürst Ludwig zu Bentheim und Steinfurt (1812–1890)
- 1890–1918: Fürst Alexis zu Bentheim und Steinfurt (1845–1919)

Oberhäupter des Hauses zu Bentheim und Steinfurt (ab 1919):
- 1919–1961: Viktor Adolf zu Bentheim und Steinfurt (1883–1961)
- 1961–2023: Christian zu Bentheim und Steinfurt (1923–2023)
- seit 2023: Carl Ferdinand zu Bentheim und Steinfurt

## Landstände
Die Landstände in der Grafschaft Bentheim setzten sich im 18. Jahrhundert aus acht stimmberechtigten Mitgliedern zusammen aus:
- Statthalter der Niederlande
- Kloster Frenswegen
- Stift Wietmarschen
- Städte Neuenhaus, Nordhorn und Schüttorf
- Landtagsfähige Rittersitze Gut Brandlecht, Gut Langen, Gut Ravenhorst und Gut Wolda

Der Statthalter der Niederlande, das Kloster Frenswegen, das Stift Wietmarschen und die vier Rittergüter hatten je eine Stimme. Die drei Städte Neuenhaus, Nordhorn und Schüttorf sprachen zusammen mit einer Stimme. Gut Laar verlor 1724 seine Landtagsfähigkeit, weil es in den Besitz des Landesherrn gefallen war. Die Landstände trafen sich im Haus der Landstände in Bentheim. Die Landtage fanden fast in jedem Jahr statt.

## Kulturlandschaftsraum
Der Kulturlandschaftsraum Grafschaft Bentheim umfasst ein 900 km² großes Gebiet. Diese Zuordnung zu den Kulturlandschaften in Niedersachsen hat der Niedersächsische Landesbetrieb für Wasserwirtschaft, Küsten- und Naturschutz (NLWKN) 2018 getroffen. Ein besonderer, rechtlich verbindlicher Schutzstatus ist mit der Klassifizierung nicht verbunden.
In der Grafschaft Bentheim wurde die inzwischen fast ausgestorbene Hausschweinrasse Bentheimer Landschwein gezüchtet.